# عشر (ضريبة)

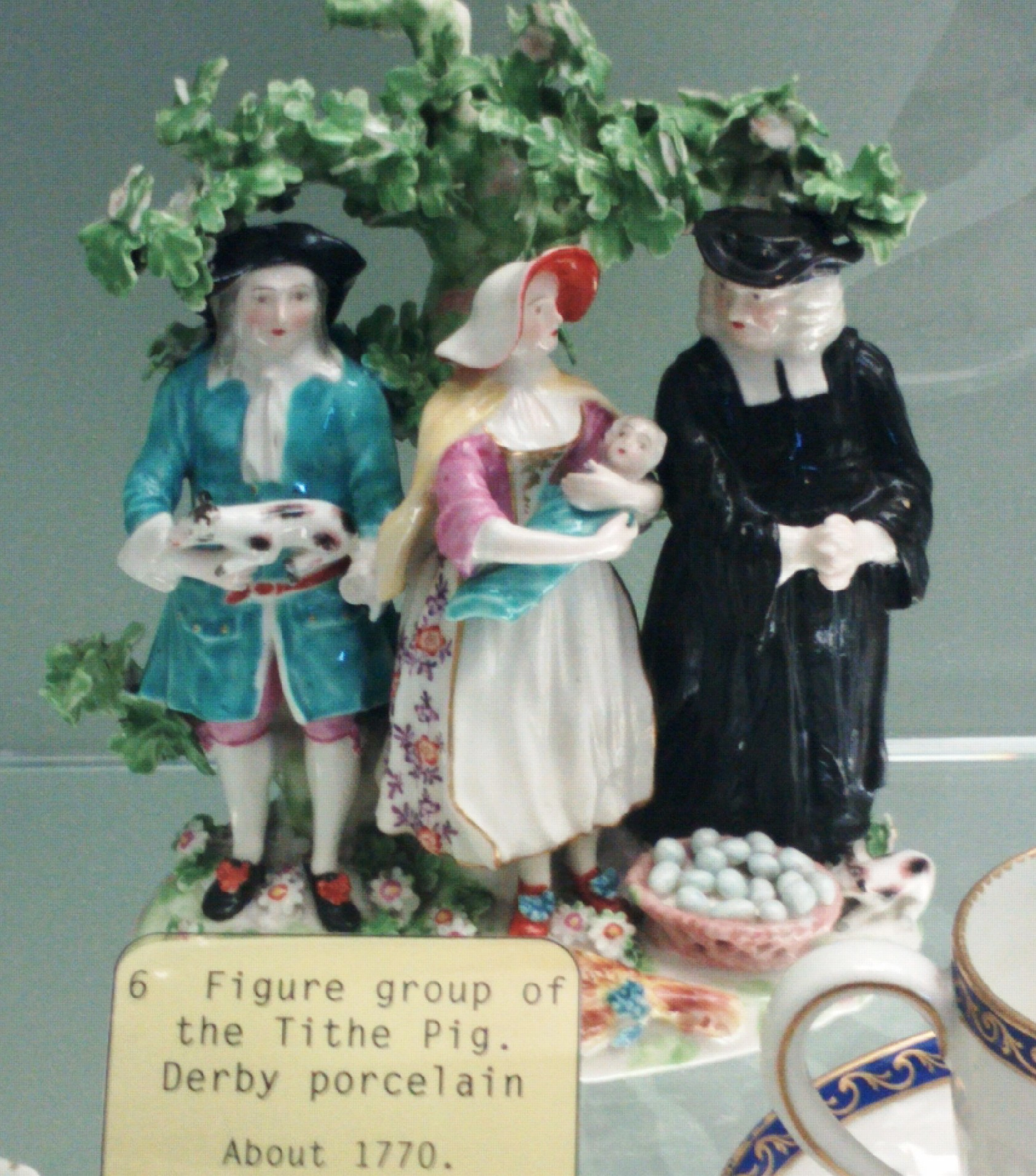
خنزير العُشر، مجموعة من بورسلين دربي، نحو عام 1770

العشر هي ضريبة على التاجر تشبه ضريبة الجمارك في أيامنا الحاضرة واتبعت الدولة العربية الإسلامية مبدأ المعاملة بالمثل للتجار الأجانب، فكانت تأخذ العشر من رعاياها الأجانب ونصف العشر من أهل الذمة وربع العشر من المسلمين وشريطه بلوغ ثمن السلعة مائتين فأكثر.